# مارك إزرائيل
مارك إزرائيل (بالإنجليزية: Marc Israel)‏ هو مغن مؤلف ومغني ومخرج أمريكي، ولد في 1970.